# NGC 3790
NGC 3790 је лентикуларна галаксија у сазвежђу Лав која се налази на NGC листи објеката дубоког неба.
Деклинација објекта је + 17° 42' 44" а ректасцензија 11h 39m 47,2s. Привидна величина (магнитуда) објекта NGC 3790 износи 13,7 а фотографска магнитуда 14,6. NGC 3790 је још познат и под ознакама UGC 6624, MCG 3-30-32, CGCG 97-43, PGC 36167.